# Nekrasovka (metrostation Moskou)
Nekrasovka (Russisch: Некрасовка) is het oostelijke eindstation van de Nekrasovskaja-lijn en het oostelijkste station van de Moskouse metro. Het station ligt onder de gelijknamige buurt die tevens de naamgever is van de hele lijn. Het deeltraject Nekraskova – Kosino is het eerste deel van de lijn dat wordt geopend.

## Bouw

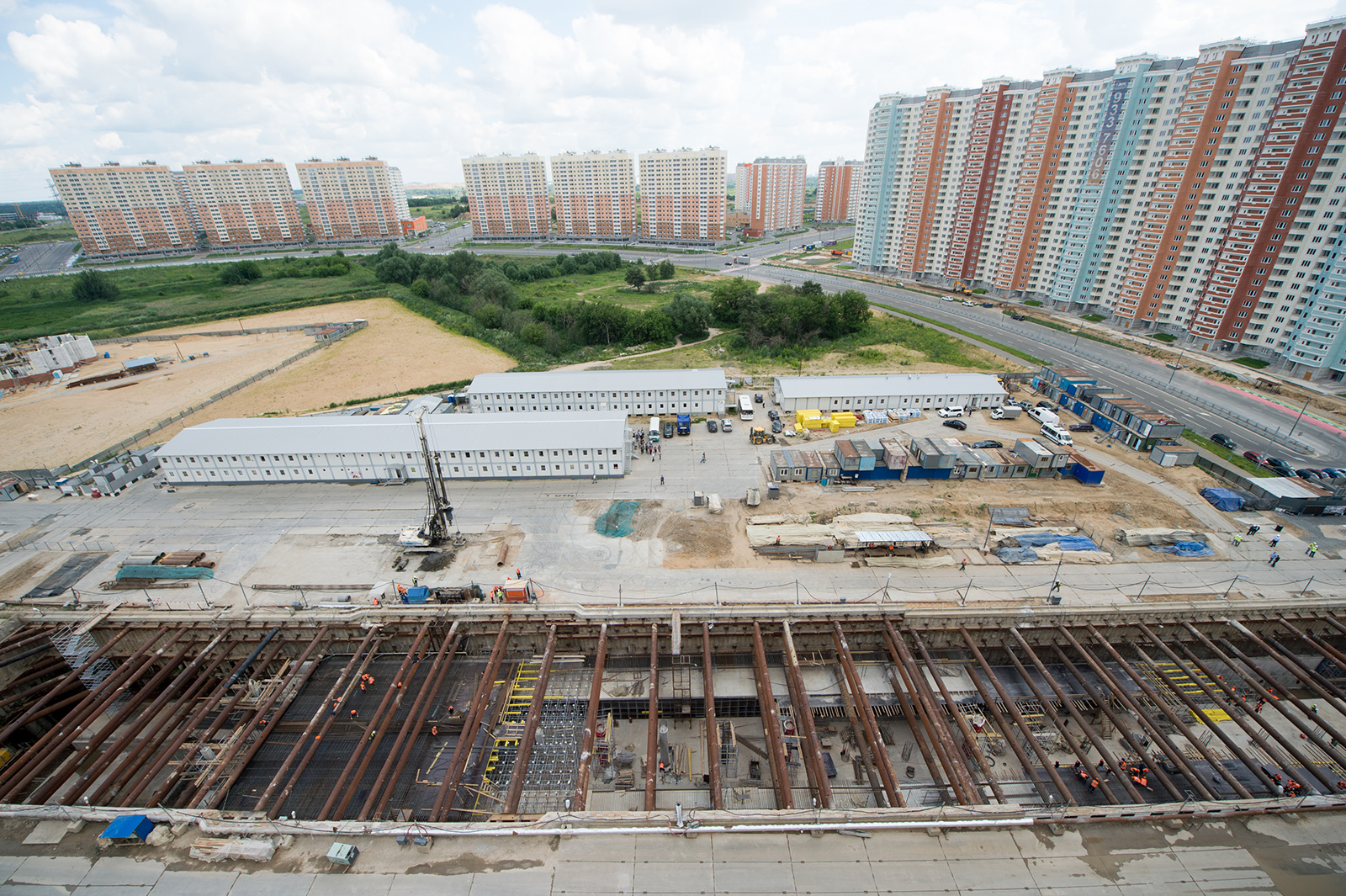
De bouwplaats in juni 2016

In november 2012 werd begonnen met het bouwrijp maken van het terrein door het plaatsen van hekken en het aanbrengen van aansluitingen voor elektriciteit. Op 26 februari 2013 werd gestart met het slaan van damwanden rond het toekomstige station, hetgeen kan worden beschouwd als de start van de bouw van de hele lijn.
Op 15 februari 2014 maakte M. Koesjnoellin bekend dat het boren van de tunnels in het voorjaar van 2014 zou beginnen vanaf Kosino-Oegtomskaja richting het oosten. Op 29 mei 2014 gaf de burgemeester van Moskou, Sergei Sobjanin, het startschot voor de booractiviteiten. De 5 kilometer tot Nekrasovka werd door twee tunnelboormachines, "Svetlana" en "Olga", gerealiseerd. Hierbij werd tot Loechmanovskaja door de boormachines parallel gewerkt. In april 2015 waren beide tunnels tot  Nekrasovka gereed waarna de bouw van de stations ter hand werd genomen.
In juni 2016 begon de bouw van de verdeelhallen in Nekrasovka, in september 2017 was de noordwestelijke gereed. Eveneens was de installatie van de verlichting voltooid en begon de verdere afwerking van het station zoals de wandbekleding en het verlaagde plafond. 
In december 2017 begon de afwerking van de vloer met graniet en de montage van de roltrappen. Half maart 2018 was de afwerking van het station gereed en de perrons klaar voor gebruik, waarmee 90% van het werk gedaan was. Eind juni waren de roltrappen geÏnstalleerd en de verdeelhallen ingericht. 

## Opening
Op de plankaart van januari 2010 komt het station nog niet voor en het oostelijke eindpunt van de lijn zou naast het depot gebouwd worden. Op 22 februari 2011 werd echter de oostelijke verlenging van de Kalininsko-Solntsevskaja-lijn geschrapt waarna ook het tracé van de Nekrasovskaja lijn werd gewijzigd en het eindpunt naar de 1,4 km zuidelijker gelegen nieuwbouwwijk Nekrasovka werd verlegd. Destijds was de opening van het station eind 2015, begin 2016 voorzien. Later schoof dit op tot 2017 en eind maart 2018 kondigde loco-burgemeester Koesjnoellin de opening van de lijn tussen Kosino en Nekrasovka aan voor het einde van de zomer. De oplevering vond plaats op 31 augustus 2018 waarbij burgemeester Sergei Sobjanin de start van de treindienst aankondigde voor december. De spoorverbinding met de rest van het net is echter pas in januari 2019 gerealiseerd, zodat de openingsdatum wederom werd verschoven. Het station is uiteindelijk op 3 juni 2019 als 228e van de Moskouse metro geopend. 

## Ligging en inrichting
Het station ligt in de wijk Nekrasovka die is opgetrokken op de Ljoebertsi velden bij het dorp Roednjovo. De noordwestelijke verdeelhal ligt onder het middelpunt van van de halfronde Rosjdestvenskaja oelitsa onder de kruising van de Pokrovskaja oelitsa en de Prospekt Zashchitnikov Moskvi.  De zuidwestelijke verdeelhal kent vier uitgangen elk op een hoek van het kruispunt van de  Rosjdestvenskaja oelitsa en de Pokrovskaja oelitsa. De inrichting van het station verwijst naar de nachtelijke hemel. In het verlaagde plafond zijn spotjes aangebracht bij de kaartverkoop, in de rest van het station wordt de verlichting verzorgd met langwerpige lampen op de metalen plafondpanelen. De vloeren van de verdeelhallen zijn bedekt met lichtgrijs en donker graniet. Op perronniveau wordt aangehaakt bij de maneschijn en zijn de hoofdkleuren wit en grijs. Cermetpanelen op de zuilen zijn parelgrijs en wit, terwijl de tunnelwanden langs de sporen robijnrood zijn. Ten noorden van het station is het depot Roednjev gebouwd, terwijl aan de zuidkant van het perron vier ondergrondse opstelsporen liggen, waarvan twee tevens geschikt zijn voor licht onderhoud. Op het 5 hectare grote terrein rond het station zullen multifunctionele complexen voor de buurt worden gebouwd. Dit omvat cultuur, sport en amusement alsmede een bioscoop en een kerk, de rest zal worden ingericht als park.      